# Спринг Вали (Висконсин)
Спринг Вали (енгл. Spring Valley) град је у америчкој савезној држави Висконсин.

## Демографија
По попису из 2010. године број становника је 1.352, што је 163 (13,7%) становника више него 2000. године.
| Група             | 2000.         | 2010.         |
| Белци             | 1.172 (98,6%) | 1.319 (97,6%) |
| Афроамериканци    | 1 (0,1%)      | 5 (0,4%)      |
| Азијати           | 1 (0,1%)      | 4 (0,3%)      |
| Хиспаноамериканци | 7 (0,6%)      | 18 (1,3%)     |
| Укупно            | 1.189         | 1.352         |